# むつ科学技術館
むつ科学技術館（むつかがくぎじゅつかん）は、むつ市北部の関根浜港に隣接する科学館である。

## 概要
1996年（平成8年）7月20日（海の日）、原子力船「むつ」の開発の軌跡を記念し、科学への興味を引き起こすことを目的に建設された科学館である。この施設はむつの解役に伴い一括撤去による廃炉を行った原子炉の密閉管理展示施設という側面を持つ。本館の形はむつの船体を象っている。
前身は日本原子力研究所むつ事業所原子力展示館。

### 屋内展示
- 科学展示（本館1F） エクスプロラトリアムの展示の中から33点選んで展示している。[2]
- 海洋研究開発機構紹介コーナー(本館1F)
- むつ操縦室および操作盤(本館2F)
- シミュレーターコーナー(別館2F)
- むつ原子炉の展示および、船舶用原子炉の解説(別館1F)

### 野外施設
むつの船尾が展示してある。

## 沿革
- 1995年6月 - むつ原子炉吊り下げ移送
- 1996年7月20日 - 開館

## 観覧料金
- 大人300円
- 高校生200円
- 小中学生100円

20人から団体料金として1割引

## 周辺
- 関根浜港

## アクセス
車でのアクセス時間
- むつバスターミナルより 約15分
- 下北駅より 約20分
- 大湊駅より 約30分

最寄りバス停 下北交通 名子平